# Austhovde-naka Iwa
Austhovde-naka Iwa är en kulle i Antarktis. Den ligger i Östantarktis. Norge gör anspråk på området. Toppen på Austhovde-naka Iwa är 10 meter över havet.
Terrängen runt Austhovde-naka Iwa är kuperad åt sydväst, men åt sydost är den platt. Havet är nära Austhovde-naka Iwa åt nordost. Trakten är obefolkad. Det finns inga samhällen i närheten. 